# Syntretus secutensus
Syntretus secutensus är en stekelart som beskrevs av Papp 2004. Syntretus secutensus ingår i släktet Syntretus och familjen bracksteklar. Inga underarter finns listade i Catalogue of Life.